# Ликино (Свердловская область)
Ликино — посёлок в Гаринском городском округе Свердловской области России. Автомобильное сообщение с посёлком отсутствует. В окрестностях Ликина расположен памятник археологии юдинской культуры X—XIII веков — Ликинский могильник.

## Географическое положение
Ликино расположено в 60 километрах к северо-западу от посёлка Гари, в лесной местности, на правом берегу реки Лозьвы (левого притока реки Тавды), вблизи устья её правого притока — реки Ликиной. Автомобильное сообщение с посёлком отсутствует, имеется только водное сообщение по Лозьве. Также в Ликине имеется аэродром местной авиации. В 2 километрах к юго-востоку от посёлка, в устье реки Большой Ивель (правого притока реки Ликиной), расположен памятник археологии юдинской культуры X-XIII веков — Ликинский могильник.

## Население
| 2002 | 2010 | 2021 |
| ---- | ---- | ---- |
| 59   | ↘33  | ↘14  |